# Глизе 42
Глизе 42 — звезда в созвездии Скульптора. Она слишком тусклая, чтобы её можно было увидеть невооружённым глазом, так как её видимая звёздная величина составляет 7,3. Параллакс звезды в 70,56 миллисекунд дуги даёт оценку расстояния в 46 световых лет. Глизе 42 имеет относительно высокое собственное движение, продвигаясь по небу на 0,62 угловых секунд в год, и приближается к Солнцу с лучевой скоростью 13 км/с.
Спектр звезды соответствует спектральному классу K2.5 V (k), что указывает на то, что это оранжевый карлик, который генерирует энергию за счет горения водорода в своем ядре. Светимость звезды составляет 29 % от светимости Солнца, эффективная температура фотосферы — 4822 К. Радиус звезды составляет 66 % от радиуса Солнца.

## Осколочный диск
Вокруг этой звезды был обнаружен избыток инфракрасного излучения, что, скорее всего, указывает на наличие околозвездного диска радиусом 45,7 астрономических единиц. Температура этой пыли была первоначально оценена как 30 K (-243,2 °C) согласно измерениям космической обсерватории Гершеля. Позже это измерение было сочтено сомнительным, и в 2020 году была получена фиксированная температура 62 К (-211,2 °C).